# Fenyves-zsomboly
A Fenyves-zsomboly az Aggteleki Nemzeti Park területén található egyik barlang. A barlang az Aggteleki-karszt és a Szlovák-karszt többi barlangjával együtt 1995 óta a világörökség része.

## Leírás
Az Alsó-hegy fennsíkján, a Vecsem-bükk csúcsától 1935 méterre, fokozottan védett területen, a Szabó-pallagon lévő vadászháztól északnyugatra, attól körülbelül 80 méterre, fenyvesben, töbör északkeleti oldalában nyílik. A régi leírások szerint egy vadvédelmi kerítésen belül, azonban jelenleg nem kell átmászni kerítésen. A barlang helyét néhány turistatérkép jelöli a barlang nevének feltüntetésével. A nem lezárt barlang bejárata nagy méretű és természetesen nyílt meg. A zsomboly középső triász wettersteini mészkőben jött létre. Vízszintes kiterjedése 15 méter. Kevés cseppkő található benne és ezek közül több már nem fejlődik. Csak engedéllyel és kötéltechnikai eszközök alkalmazásával látogatható. Bejárásához 20 méter kötél, egy csavartnittfül és egy kötélvédő szükséges.
Környékén havasalji rózsa, nagy völgycsillag, berki aggófű, nyúlsaláta, hegyi szil, pávafarkú salamonpecsét, kardos madársisak, vörösbarna nőszőfű, ibolyás nőszőfű, hajperje és farkasboroszlán élnek, a barlangban denevérek fordulnak elő.
Előfordul a barlang az irodalmában Csont-barlang (Vlk 2019), Fenyves pot (Kósa 1968–1971), Fenyves-réti-zsomboly (Hazslinszky 1981), Fenyves zsomboly (Balázs 1957), Jeskyně kostí (Vlk 2019), S-5 (Kósa 1992), Svetlá (Vlk 2019), Sz/5 (Kósa 1964) és SZ/5 (Kósa 1964) neveken és jelzetekkel is. 1965-ben volt először Fenyves-zsombolynak nevezve a barlang az irodalmában.

## Kutatástörténet
A barlangot először valószínűleg Bekey Imre Gáborék járták be az 1911. évi alsó-hegyi zsombolykutató expedíció alkalmával. 1927-ben Kessler Hubert és társai jártak a zsombolyban és térképezték fel. A térkép és egy Eugenio Boegan által írt néhány soros barlangismertetés az 1929. évi Le Grotte d'Italia című trieszti folyóirat 3. számában jelent meg. A Balázs Dénes által összeállított, 1957-ben írt kézirat szerint a zsomboly egy 3–4 m átmérőjű, 15 m mély függőleges aknából és egy másik 15 m-es, kb. 45° lejtésű aknából áll. Ez utóbbi egy hordalékkal teli teremben végződik. A barlang abszolút mélysége 22 m, hossza pedig 35 m. Állítólag a zsombolyban régen betyárok tanyáztak. Kezdett a zsomboly betömődni, a favágók pedig sok fát beledöntöttek, ezért a barlangot nagyon nehéz volt bejárni.
1963-ban a Vörös Meteor Barlangkutató Csoport tagjai a Szabó-pallagon lévő vadászházhoz viszonyítva pontosan bemérték a barlang bejáratának helyét. A bemérés szerint a vadászháztól 330° 50' irányban, 157 m-re nyílik a barlangbejárat. A Karszt- és Barlangkutatási Tájékoztató 1964. évi 5–6. számában megjelent, Kósa Attila által írt tanulmányban az olvasható, hogy a Fenyves-zsomboly 22 m mély. A tanulmányban megjelent térképvázlaton látható a barlang földrajzi elhelyezkedése. A Karszt- és Barlangkutatási Tájékoztató 1965. évi 5–6. számában megjelent, Rónai Miklós által írt tanulmány szerint Kessler Hubert és munkatársai 1934-ben járták be és mérték fel a barlangot, de Balázs Dénes szerint 1937-ben. 1967 áprilisában Frojimovics Péter, Haász Éva és Kósa Attila felmérték a barlangot, majd Kósa Attila a felmérés alapján megszerkesztette a barlang alaprajz térképét és két hosszmetszet térképét. A térképek szerint a zsomboly 19,6 m mély. A Karszt- és Barlangkutatás 1968–1971. évfolyamában publikált, Kósa Attila által írt, angol nyelvű tanulmányban megjelent egy fénykép, amelyen a zsomboly bejárata látható.
1972-ben és 1973-ban a Tektonik Barlangkutató Csoport feltáró munkát végzett a barlangban. A Karszt és Barlang 1972. évi 1–2. félévi füzetébe Schőnviszky László írt egy tanulmányt a Turista Közlöny 1914. évi évfolyamában megjelent beszámoló alapján. A publikáció szerint az 1911. évi expedíció során az expedíció tagjai Gedeon Aladár képviselőt is levitték kötéllétrán, biztosítással a 30 m-es barlangba. 1975-ben Tihanyi Péter fiatal holocén szórvány csontleleteket gyűjtött a zsombolyból. A Bertalan Károly által írt, 1976-ban befejezett kéziratban szó van arról, hogy Bódvaszilason, az Alsó-hegyen helyezkedik el a Fenyves-zsomboly (Sz/5). A Szabó-pallagon lévő vadászháztól ÉNy-ra (330° 50'-re), 157 m-re, 505 m tszf. magasságban található a 20 m hosszú és 22 m mély barlang. A kézirat barlangot ismertető része 3 irodalmi mű alapján lett írva. Az 1976. évi MKBT Beszámolóban kiadott és Jánossy Dénes által írt jelentésben meg van említve, hogy 1976-ban őslénytani szórványlelet került elő az Aggteleki-karszton lévő Fenyves zsombolyból (Tihanyi Péter).
Az 1976. évi MKBT Beszámolóban kiadott, Kordos László által írt jelentésben arról van szó, hogy a Szabó-pallag melletti Fenyves-zsomboly alját kitöltő kőtörmelékben sok csont van, amelyből először Tihanyi Péter gyűjtött 1975-ben. A bejelentés alapján, 1976-ban Kordos László új mintákat vett a kitöltésből, amelyek helyileg azonosak az előző gyűjtésekkel. Az 1976-ban gyűjtött mintákból Kordos László fiatal holocén szórvány csontleleteket határozott meg. Az 1976-os minták leletegyüttese a következő fajokból áll: Rana, ásóbéka, kígyó, közönséges lábatlangyík, madár, vakond, denevér, Plecotus, nagy pele, erdei egér, pirókegér, közönséges kószapocok, erdei pocok, mezei pocok, kutyaféle, menyétféle és csigák. A lelőhely (feltáró barlangkutatás esetén) őslénytani szempontból a Nagy-oldali-zsombolyhoz hasonló jelentőségű lehet.
Az 1977. évi Karszt és Barlangban megjelent tanulmányban van egy Magyarország térkép, amelyen a Magyarországon lévő, biológiailag kutatott barlangok földrajzi elhelyezkedése figyelhető meg. A térképen látható a biológiailag feldolgozás alatt álló Fenyves-zsomboly földrajzi elhelyezkedése. A folyóirat 1977. évi különszámába bekerült a tanulmány angol nyelvű változata. Ebben a tanulmányban is közölve lett a térkép, amelyen Fenyves Shaft a barlang neve. A barlang 1977-ben kitöltött szpeleográfiai terepjelentése szerint a barlang függőleges kiterjedése 19,6 m. Az 1981-ben megjelent, Hazslinszky Tamás által írt tanulmányban publikálva lett egy fénykép, amelyen látható a barlang bejárata. Lukács László az MKBT Műsorfüzet 1983. évi január–februári számában a bódvaszilasi barlangnapon tapasztalt technikai hibák között megemlítette a Fenyves-zsombolynál észlelt hibát is.
Az 1984-ben megjelent, Magyarország barlangjai című könyvben van egy Magyarország térkép, amelyen a Magyarországon lévő, biológiailag kutatott barlangok földrajzi elhelyezkedése figyelhető meg. A térképen látható a biológiailag feldolgozás alatt álló Fenyves-zsomboly földrajzi elhelyezkedése. A kiadvány országos barlanglistájában szerepel az Aggteleki-karszton lévő barlang Fenyves-zsomboly néven SZ/5 névváltozattal. A listához kapcsolódóan látható az Aggteleki-karszt és a Bükk hegység barlangjainak földrajzi elhelyezkedését bemutató 1:500 000-es méretarányú térképen a barlang földrajzi elhelyezkedése.
Az 1992. évi Karszt és Barlangban publikált, az Alsó-hegy magyarországi részének töbreit, zsombolyait és beszakadásait bemutató ábrán látható a barlang földrajzi elhelyezkedése. Az 1992-ben kiadott, Alsó-hegyi zsombolyatlasz című könyvben az Alsó-hegy fennsíkjának magyarországi oldalát bemutató egyik térképen meg van jelölve helye. A kiadványban megjelentek a barlang 1927-ben és 1967-ben készült térképei. Az oldalon, ahol a barlang térképei vannak, több adattal együtt fel van tüntetve 10 irodalmi hivatkozás, amelyekben említve van a barlang. A barlang 1967-ben készült térképeiről azt írta Kósa Attila, hogy április 2-án készültek, és a térképek elkészítéséhez a barlangot Frojimovics Péter, Haász Éva, Kósa Attila és Székely Kinga mérték fel.
A barlang 1995 óta az Aggteleki-karszt és a Szlovák-karszt többi barlangjával együtt a világörökség része. Az 1996. szeptember 21-én megrendezett 3. Lakatos Kupa egyik lehetséges érintőpontja volt. A Nyerges Attila által 1997-ben készített szakdolgozat szerint a 19 m mély Fenyves-zsomboly az Alsó-hegy magyarországi részének 31. legmélyebb barlangja. A 32. legmélyebb (Nagy-vizestöbri-víznyelőbarlang) szintén 19 m mély. Az 1999. évi Lakatos Kupa egyik helyszíne volt. A 2006. évi Vespertilioban közölt tanulmány szerint 2004. február 14-én Boldogh Sándor, Štefan Matis és Peter Pjenčák észleltek a bódvaszilasi barlangban egy tavi denevért és egy nyugati piszedenevért.
A 2008. szeptember 27-én megrendezett XV. Lakatos Kupa kiadványában 19 m mély barlangként szerepel. A verseny egyik lehetséges érintőpontja volt. 2008. október 11-én Németh Tamás, Frigy Bea, Povázsay Zoltán és Tóth Éva mérték fel a zsombolyt, majd a felmérés alapján meg lett szerkesztve a barlang alaprajz térképe és hosszmetszet térképe. 2011-ben Robert Kosáček felmérte a barlangot, majd a felmérés alapján megrajzolta a barlang hosszmetszet térképét és 3 keresztmetszet térképét. A hosszmetszet térképen látható a 3 keresztmetszet elhelyezkedése a barlangban. A 2017-ben rendezett 61. Barlangnapon a gyerekek számára az egyik túracélpont volt a Fenyves-zsomboly.
Az Alsó-hegy karsztjelenségeiről szóló, 2019-ben kiadott könyvben az olvasható, hogy a Fenyves-zsomboly (Svetlá, Csont-barlang, Jeskyně kostí) 45 m hosszú és 19,6 m mély. A barlang azonosító számai: Szlovákiában 22, Magyarországon 5452/20, egyéb SZ/5, S–5. A könyvben publikálva lett a barlang 2011-ben készült hosszmetszet térképe és 2011-ben készült 3 keresztmetszet térképe. A barlangot 2011-ben Robert Kosáček mérte fel, majd 2011-ben Robert Kosáček a felmérés alapján megrajzolta a barlang térképeit. A térképeket 2015-ben Luděk Vlk digitalizálta. Publikálva lett egy színes fénykép a könyvben, amely a barlang belsejében készült. A kiadványhoz mellékelve lett az Alsó-hegy részletes térképe. A térképet Luděk Vlk, Mojmír Záviška, Ctirad Piskač, Jiřina Novotná, Miloš Novotný és Martin Mandel készítették. A térképen, amelyen fekete ponttal vannak jelölve a barlangok és a zsombolyok, látható a Fenyves-zsomboly (5452/20, 22) földrajzi elhelyezkedése. (A KvVM Barlang- és Földtani Osztályon található egy ismeretlen készítési idejű és készítőjű térképlap, amelyen a Fenyves-zsomboly alaprajza és függőleges hosszmetszete vannak ábrázolva.)

## További irodalom
- Bekey Imre Gábor: A Vecsembükki zsombolyok. Turista Közlöny, 1914. (21. évf.) 3. sz. 34–38. old.
- Eugenio Boegan: Grotte dell'Ungheria. (Magyarország barlangjai.) Le Grotte d'Italia. 1929. 3. sz. 143–144. old.
- Boldogh Sándor – Estók Péter (szerk.): Földalatti denevérszállások katasztere I. [Catalogue of underground bat roosts in Hungary I.]. Aggteleki Nemzeti Park Igazgatóság, Jósvafő, 2007. 179. old. ISBN 978 963 87082 1 2
- Havliček, David – Vojiř, V.: Speleologický Prúzkum Dolného Vrchu. Slovensky Kras, 1984. 22. köt. 213–244. old.
- Hazslinszky Tamás: Zsombolyok titkai nyomában. Föld és Ég, 1981. 12. sz. 354–357. old.
- Kósa Attila: Közvetlen felszínalatti karsztos képződmények morfológiai és műszaki vonatkozású vizsgálata. Kézirat, 1969. Doktori disszertáció, Budapesti Műszaki Egyetem.
- Kósa Attila: Az Alsó-hegy zsombolyai. Barlangnapi tájékoztató. MKBT és Tektonik, 1982.
- Vojiř, V.: Zpráva o stavu speleologického prúzkumu Dolného Vrchu v Jihoslovenskémkrasu, okres Rožnava, k srpnu 1966. Geobuch, 1966. Speleologicky Klub Praha.
- Vojiř, V.: Dolný Vrch, I. etapová zpráva o speleologickém prúzkumu. 1973. Speleologicky Klub Praha.